# Camelops
Camelops is een geslacht van uitgestorven zoogdieren, dat voorkwam in het Pleistoceen.

## Beschrijving
Dit tweehonderd centimeter hoge kameelachtige dier was een tijdgenoot van de vroege mensen en waarschijnlijk de laatste kameel van het Noord-Amerikaanse continent. Het geslacht Camelops leefde van Laat-Plioceen tot Laat-Pleistoceen in het westelijke deel van het huidige Noord-Amerika. Men kent zes verschillende soorten, waarvan echter mogelijkerwijze niet allen geldend zijn. De laatste levende Camelops-soort was de westelijke kameel Camelops hesternus uit het Laat-Pleistoceen, die pas 10.000 jaar geleden uitstierf. In Rancho La Brea in Californië werden ongeveer veertig individuen van deze diersoort gevonden, die in het noorden zelfs doordrong tot de Yukonrivier. Naast Camelops leefden nog twee verdere, iets kleinere kameelsoorten in het Laat-Pleistoceen in Noord-Amerika. Ze behoorden tot het geslacht Palaeolama en Hemiauchenia en stierven ongeveer gelijktijdig uit met Camelops. Met deze drie soorten verdwenen de kamelen plotseling uit Noord-Amerika, nadat ze daar meer dan miljoenen jaren het merendeel van hun evolutionaire ontwikkeling hadden doorgemaakt.
Ofschoon Camelops meer verwant was aan de kleine dan aan de grote kamelen, herinnert het uiterlijk echter eerder aan een huidige dromedaris (Camelus dromedarius). Het had waarschijnlijk ook een bult in het midden van de rug, weliswaar helde bij Camelops het achterste deel sterker af en waren de poten langer dan bij de huidige soort.

## Vondsten
Resten van dit dier werden gevonden in Noord-Amerika, meer bepaald in de Amerikaanse staten Californië en Utah. Camelops leefde in de drogere gebieden van Noord-Amerika en was naar het schijnt een graseter. Het dier trok ongetwijfeld rond in grote kudden. Enkele vondsten, zoals die van Burnet Cave en Jaguar Cave kunnen in verbinding worden gebracht met menselijke resten.